# جاسم الهيل (لاعب كرة قدم)
جاسم عادل الهيل (مواليد 29 يناير 1992) هو لاعب كرة قدم قطري يلعب حارس مرمى حالياً مع النادي العربي.

## مسيرة اللاعب
كانت بداياته مع نادي المرخية و انتقل إلى نادي الشحانية عام 2016 و إنتقل إلى نادي قطر في عام 2017 و إنتقل إلى النادي العربي في عام 2022.

## روابط خارجية
- جاسم عادل على موقع قاعدة بيانات كرة القدم.إي يو (الإنجليزية)
- جاسم عادل على موقع Soccerway.com (الإنجليزية)